# 希突起膠細胞
希突起膠細胞（きとっきこうさいぼう、英: oligodendrocyte）は、小型で比較的突起の少ない神経膠細胞。乏突起膠細胞、オリゴデンドロサイトとも呼ばれる。核は小さく、染色質はヘテロクロマチンに富み塩基性色素によりよく染まる。灰白質で神経細胞体または樹状突起付近に存在する衛星希突起膠細胞と白質で有髄神経線維間で列をなしている束間希突起膠細胞に分類される。中枢神経系内での髄鞘形成および巻きついている神経細胞の維持と栄養補給の機能を有する。